# Мияко (посёлок)
Мияко (яп. みやこ町 Мияко-мати) — посёлок в Японии, находящийся в уезде Мияко префектуры Фукуока. Площадь посёлка составляет 151,28 км², население — 20 469 человек (1 августа 2014), плотность населения — 135,31 чел./км².

## Географическое положение
Посёлок расположен на острове Кюсю в префектуре Фукуока региона Кюсю. С ним граничат города Китакюсю, Юкухаси, Накацу, посёлки Тикудзё, Кавара, Соэда и село Ака.

## Население
Население посёлка составляет 20 469 человек (1 августа 2014), а плотность — 135,31 чел./км². Изменение численности населения с 1980 по 2005 годы:
| 1980 | 26 073 чел. |  |
| 1985 | 26 117 чел. |  |
| 1990 | 25 423 чел. |  |
| 1995 | 24 689 чел. |  |
| 2000 | 23 767 чел. |  |
| 2005 | 22 898 чел. |  |

## Символика
Деревом посёлка считается клён, цветком — цветок сакуры, птицей — Cettia diphone.